# Overloonsche Duinen
De Overloonsche Duinen is de verzamelnaam van een aantal bossen en natuurgebieden nabij de plaats Overloon. In totaal omvat dit gebied 720 ha, en het is eigendom van de gemeente Boxmeer, waar Overloon toe behoort.
Het belangrijkste onderdeel ervan ligt op een voormalige stuifzandrug ten zuiden van het dorp Overloon. Dit wordt aangeduid met Klokkenberg en Helderse Bossen (of: Het Helder). Hier zijn, naast naaldbossen, ook enkele heiderestanten te vinden en ook zijn er twee jeneverbesstruwelen. Het Oorlogsmuseum Overloon bevindt zich eveneens in dit gebied.
De Hondsbergen is een langgerekte dekzandrug die zich bevindt tussen Overloon en Stevensbeek. Ze omvat, naast naaldbossen, enkele heideveldjes en vennen.
Siberië is een ontginningsgebied aan de rand van de Peel, in het uiterste westen van de voormalige gemeente Maashees en Overloon. Het wordt in het zuiden begrensd door het Afleidingskanaal, dat tevens de provinciegrens met Limburg vormt. Er zijn naaldbossen.